# Эвай (Бельгия)
Эва́й (фр. Aywaille, валлон. Aiwêye) — коммуна в Валлонии, расположенная в провинции Льеж, округ Льеж. Принадлежит Французскому языковому сообществу Бельгии. На площади 79,97 км² проживают 10 910 человек (плотность населения — 136 чел./км²), из которых 49,26 % — мужчины и 50,74 % — женщины. Средний годовой доход на душу населения в 2003 году составлял 11 424 евро.
Почтовый код: 4920. Телефонный код: 04.